# IC 1433
IC 1433 ist ein interagierendes Galaxienpaar im Sternbild Aquarius auf der Ekliptik.
Das Objekt wurde am 2. November 1891 von Stéphane Javelle entdeckt.